# Cattedrale di San Pietro (Đakovo)
La cattedrale di San Pietro (in croato: Katedrala Svetog Petra) si trova a Đakovo, in Croazia, ed è sede dell'Arcidiocesi di Đakovo-Osijek.

## Storia
La Cattedrale è stata costruita tra il 1866 e il 1882 su iniziativa di Josip Juraj Strossmayer, al tempo vescovo di Đakovo e Sirmio, e su progetto degli architetti viennesi Carl Roesner e Friedrich von Schmidt. L'edificio avrebbe dovuto sostituire la vecchia e modesta chiesa medievale in stile barocco edificio che stava dietro il palazzo vescovile.
Gli affreschi, raffiguranti scene del Vecchio Testamento nella navata centrale e scene del Nuovo Testamento e della vita di San Pietro nel presbiterio, furono eseguiti dai pittori Alexander Maximilian Seitz e di suo figlio Ludovico, ad eccezione di due affreschi che furono dipinti da Achille Ansiglioni. Le scene della vita di San Pietro sono stati parzialmente realizzate secondo i disegni creati per la cattedrale di Đakovo da Friedrich Overbeck, uno dei più importanti pittori nazareni.
La maggior parte delle sculture e rilievi d'altare presenti nella cattedrale sono opera degli scultori croati Vatroslav Donegani e Ivan Rendić.